# Frontoserolis polita
Frontoserolis polita is een pissebed uit de familie Serolidae. De wetenschappelijke naam van de soort is voor het eerst geldig gepubliceerd in 1887 door Pfeffer.